# 八鍬里美
八鍬 里美（やくわ さとみ、Satomi Yakuwa、1990年10月4日 - ）は、日本の女性ファッションモデル。
2012年2月スタートのアパレルブランド「michellMacaron」のデザイナーを務める。
所属事務所は、ハーデスエンタテインメント⇒Showtitle

## 来歴
ファッション雑誌『ピチレモン』の2005年読者モデルオーディションで準グランプリを受賞。2005年6月号から2007年まで専属モデルとして活躍した。2006年1月27日に初のイメージDVD『さとみらくる☆』を発売。
2008年からは『Vanilla girl』（現在は廃刊）専属モデルとなる。2009年より『小悪魔ageha』に読者モデルとして出演し始め、2010年1月号で専属モデルへの昇格が発表された。その後、半年間連続で表紙を飾る。
2012年2月には、小柄な女性のためのアパレルブランド『michell Macaron〔ミシェルマカロン〕』のデザイナー活動がスタートする。

## 出演

### 雑誌
- ピチレモン（学研、2006年6月号 - 2007年）専属
- Vanilla girl（ぶんか社、2008年 - 2008年9月号）専属
- 小悪魔ageha （インフォレスト、2009年5月号 - ）読者モデル→専属

### PV
- 藤森慎吾とあやまんJAPAN「夏あげモーション(Party Ver.)」（2011年）
- クロラッコ -cloraK-「ONLINE」（2013年）

### 舞台
- タンバリンプロデューサーズ第2回公演「KILLER IN KILLERS」（2006年4月6日‐9日、新宿サンモールスタジオ）

## リリース作品

### DVD
- さとみらくる☆（スリーコード、2006年1月27日）